# Hendrik Temming
Hendrik Temming (Arnhem, ca. 1680 - Paramaribo, 17 september 1727), ook Temminck, was een Nederlands militair, en gouverneur van Suriname van 1 maart 1722 tot 17 september 1727. Hij was ook eigenaar van plantage Berg en Dal.

## Biografie
Temming was rond 1680 in Arnhem geboren. Hij studeerde recht en vertrok naar Suriname waar hij in 1706 kapitein werd van een vrijkorps. In 1716 was hij sergeant-majoor van een infanterieregiment.
Op 1 maart 1722 werd Temming benoemd tot gouverneur van Suriname. Tijdens zijn bewind nam het aantal koffieplantages fors toe. Hij was getrouwd met Machteld van Wouw die kort na zijn benoeming overleed.
Salomon Herman Sanders zocht bij de Parnassusberg naar goud. Op 29 juli 1722 werd hij geïnspecteerd door Temming, en negatief beoordeeld. Door de commies werd een onderzoek ingesteld naar de financiën, en op 3 mei 1723 werd Sanders gearresteerd, gegeseld en opgesloten in Fort Zeelandia. Temming nam bezit van de mijn, en stichtte de suikerrietplantage Berg en Dal. In 1722 was Charlotte Elisabeth van der Lith aangesteld als de gouvernante van zijn dochter. In januari 1725 trouwde Temming met van der Lith.
Temming overleed op 17 september 1727 in Paramaribo. In 1728 werd hij opgevolgd door Carel de Cheusses die een jaar later trouwde met zijn weduwe.:266 In 1737 trouwde van der Lith met gouverneur Johan Raye van Breukelerwaard.
- Biografisch Portaal: 65876159